# 上杉定実
上杉 定実（うえすぎ さだざね）は、戦国時代の守護大名。越後国守護。越後上杉家8代（最後の）当主。上杉房能の従弟で、養子とされるが確証はない。上杉謙信（初名：長尾景虎）は義理の甥にあたる。

## 生涯
上条上杉家に生まれ、文亀3年（1503年）6月に越後国守護・上杉房能の娘を正室に迎えて、その婿となる。その際に「定実」と名乗っていた事から既に成人していたと考えられるが、生年は不明であり、これ以前の定実については上条上杉家の出自である事以外に詳しい資料がない。実際に養子となったかは不明だが、もし定実の父が房実なら、上杉房能は従弟である事になる(房能の父は上杉房定であり、房実は房定の弟にあたる)。
永正4年（1507年）8月、越後国守護代・長尾為景に担がれて房能を倒すと、永正5年（1508年）11月6日に正式に守護となった。ただ、実質的には為景の傀儡に過ぎず、その際に為景の妹を娶ったとされ（正室であった房能息女はこの時点で死去していた可能性が高い）、宇佐美房忠から名刀「宇佐美貞光」を献上されている。
この当主交代の報復のため、房能の実兄で関東管領・上杉顕定が侵攻すると、永正6年（1509年）に長尾為景と共に越中国へ敗走する。永正7年（1510年）、越後の諸将を掌握できていない顕定軍の内情を見て、4月20日に定実と為景の軍勢は越中から佐渡国を経由して蒲原津に上陸する。佐渡の軍勢を加えて勢力を盛り返し越後各地で顕定方の軍勢を破り、長森原の戦いで顕定を敗死させた。
ところが次第に為景の傀儡であることに不満を抱き、永正10年（1513年）、守護家家臣筋の宇佐美房忠・定満父子や実家上条氏の上条定憲（弟、あるいは甥）、揚北衆の諸氏の勢力などを糾合して春日山城を占拠して断続的に抵抗を続けたが失敗、一時幽閉されるなど権威はますます失墜した。その後、上条定憲らが再び反為景勢力を結集し、天文5年（1536年）8月3日に為景を隠居に追い込んだが、定実が実権を握るまではできなかった。それでも為景の跡を継いだ長尾晴景は求心力に欠けていたため、定実の権力は一応の回復を見せた。
天文7年（1538年）頃、定実に養子の話が持ち上がる。定実には男子がいなかったため、縁戚（定実の甥）である陸奥国の大名・伊達稙宗の子である時宗丸（のち偏諱によって実元と名乗る）との養子縁組を中条藤資（実元の母は藤資の妹）らと推進する。長尾為景もこの入嗣を積極的に支援し、その費用を捻出するため10月24日には頸城郡内に段銭を課している。そのような中で、天文8年（1539年）9月に入嗣反対派であった阿賀北小泉荘の本庄房長領に伊達氏の軍勢が侵入し、越後北部や出羽国での上杉傘下の国人領主同士の対立を招いた。天文11年（1542年）4月、定実は長尾晴景に対して自らの出家を希望する起請文を送り入嗣の進展を迫る。ただし、この起請文は晴景からの政治的圧力（すなわち、クーデター）の結果、強要されたものであるとする説もある。6月に晴景は伊達氏の元に重臣の直江氏と平子氏を使いに送り、定実の諱である「実」の字を時宗丸に与えること、上杉氏重代の腰刀「長光」と「竹に雀」の家紋を贈ること、6月23日に時宗丸が越後へ出発することが決まった。だが6月20日、伊達氏における内訌（天文の乱）が発生したため縁組は中止され、定実のもくろみは頓挫した。
天文年間末期には黒田秀忠の反乱も起きて越後は動揺するが、これを晴景の弟・長尾景虎（後の上杉謙信）が鎮圧したことで、周囲はおろか定実自身も景虎に一目置くことになった。天文17年（1548年）、晴景と景虎の争いが起こるとこれを仲介し、景虎の擁立に尽力した。なお、定実は単なる仲介者ではなく、対立した晴景を排除するために景虎擁立を画策した中心人物の1人とする見方もある。
晩年は出家して玄清と名乗り、天文19年（1550年）に病死。定実の死後は跡継ぎがない越後守護家は断絶することとなり、室町幕府13代将軍・足利義輝の命令で景虎が越後守護を代行した。

## 偏諱を受けた人物
- 伊達実元（又甥（甥・伊達稙宗の子）、※養子になる予定だったが、前述の通り縁組は中止。なお「実」の字は実元の子の成実、成実の養子の宗実と受け継がれ、その末裔の亘理伊達家でも通字としてたびたび用いられた）
- 宇佐美定満（房忠の子）
- 長尾定景（のち晴景に改名）